# Spechtinktzwam
De spechtinktzwam (Coprinopsis picacea, synoniemen: Agaricus picaceus, Coprinus picaceus) is een paddenstoel uit de familie Psathyrellaceae.

## Beschrijving
Hoed
De spechtinktzwam heeft een donkerbruine tot (licht)grijze ei- of kegelvormig hoed. Verder is de hoed hoog, glanzend, radiair gerimpeld en hier en daar lichtbruin gestreept. De hoed kan een diameter van 4 tot 8 centimeter bereiken. Hij is aanvankelijk volledig bedekt door een wit en viltig velum dat bij het uitgroeien van de hoed in onregelmatige banden openbreekt en dan doet denken aan de veren van een grote bonte specht (Dendrocopos major). 
Lamellen
De lamellen staan dicht opeen. De kleur is aanvankelijk grijswit, daarna roze tot grijs van kleur. 
Steel
De steel is heeft een lengte van 12 tot 20(–30) cm en een dikte van 6 tot 15 mm. De kleur is wit en hij is meestal knolvormig verdikt. De steel is niet erg stabiel, enigszins taps toelopend naar de top en bedekt met schubben of fijne vezels die een karteling vormen naar de basis.
Smaak
De eetbaarheid van de spechtinktzwam is niet onderzocht, maar de smaak is onaangenaam en het wordt afgeraden om van de paddenstoel te eten.
Sporen
De elliptische, donkerbruine sporen zijn 14-18,5 × 10-13 μm groot. De cheilocystidia en pleurocystidia zijn blaas- of zakachtig tot buisvormig. Ze worden tot 150 µm lang en 50 µm breed.

## Verspreiding
De spechtinktzwam is van de zomer tot de herfst te vinden in gematigde gebieden en op kalkrijke, lemige bodems. De paddenstoel wordt voornamelijk alleenstaand aangetroffen in de buurt van beuken.